# Cigclisula cautium
Cigclisula cautium är en mossdjursart som beskrevs av Roxanne Irene Hastings 1932    . Cigclisula cautium ingår i släktet Cigclisula och familjen Colatooeciidae. Inga underarter finns listade i Catalogue of Life.